# Rondeletia deamii
Rondeletia deamii är en måreväxtart som först beskrevs av John Donnell Smith, och fick sitt nu gällande namn av Paul Carpenter Standley. Rondeletia deamii ingår i släktet Rondeletia och familjen måreväxter. Inga underarter finns listade i Catalogue of Life.